# 黄金海岸會展中心
黄金海岸會展中心（GCCEC）位於澳洲昆士蘭州布羅德海灘Gold Coast Highway。會展中心於2004年6月28日開幕，耗資1.67億澳洲元，並有通道與黃金海岸之星相連。會展中心由星億集團營運管理，可容納10至6,000人。

## 外部連結
- 官方网站
- 黄金海岸會展中心 at Austadiums